# Champassak
Champassak (även Champasak eller Champasack, laotiska: ຈຳປາສັກ càmpàːsák) är en provins i sydvästra Laos, nära gränsen till Thailand och Kambodja. Ytan är 15 415 km², och befolkningen uppskattades år 2005 till 607 300 personer. Provinsens huvudstad är Pakxé, grundad 1905.
Provinsen Champassak har sina rötter i furstendömet med samma namn. Detta var ett av de tre furstendömen som uppstod när det laotiska kungariket Lan Xang splittrades under 1700-talet. 

## Geografi
Champassak ligger i den sydligaste delen av Laos. Den är omgiven av – från norr till öster – de laotiska provinserna Salavan, Xekong och Attapu, de kambodjanska provinserna Stung Treng och Preah Vihear i söder, samt den thailändska provinsen Ubon Ratchathani i väster.
Champassaks största vattendrag utgörs av Mekong, som rinner genom provinsens i nord–sydlig riktning. Här finns också Khonefallen, nära den kambodjanska gränsen i söder. De låga men mycket breda fallen är belägna längs en sträcka av floden som vid regntid är upp till 14 km bred och uppdelad i en mängd mindre flodarmar med mellanliggande öar.

### Pakxé
Champassak kan nås från Thailand genom Chong Meks gränsövergång vid Vang Tao. Därifrån leder huvudvägen österut mot provinshuvudstaden Pakxé (även skrivet Pakse.)
Pakxé, som i stor utsträckning livnär sig på handel, är beläget vid sammanflödet av de båda floderna Se och Mekong (stadens namn betyder 'Ses mynning'). Staden har fortfarande många byggnader från den franska kolonialtiden. 2002 byggdes här en bro över Mekong, vilket underlättat samfärdseln västerut mot Thailand.
På Bolavenplatån bor ett antal av Laos etniska minoriteter (ibland förda till samlingsbenämningen "bergsfolk").

## Historia
Champassak spelar en central roll i Siams och Laos historia, med återkommande slag i och omkring området. Provinsen har fått sitt namn från staden Champassak, den forna huvudstaden i Kungariket Champassak (självständigt från 1713). Staden är idag huvudort i distriktet Champassak.
En gång var regionen del av Khmerriket. I provinsen finns bland annat ett av Asiens större men mindre kända tempel – Vat Phou – som minner om denna tid. Efter sin tid på 1700-talet som eget furstendöme förlorade Champassak 1778 sin suveränitet, då det inlemmades i det nyligen bildade thailändska kungadömet med säte i Bangkok. Senare blev Champassak del av Franska Indokina, medan stora laotiska områden i väster mer permanent blev del av landet Thailand (se Isan).
Under det franska styret förlorade Champassak gradvis sin roll som kungadöme. Efter andra världskriget och den påbörjade avkolonialiseringen erkände ättlingarna till Champassaks kungafamilj kungen av Louang Prabang som kung i ett förenat Laos.

## Bildgalleri

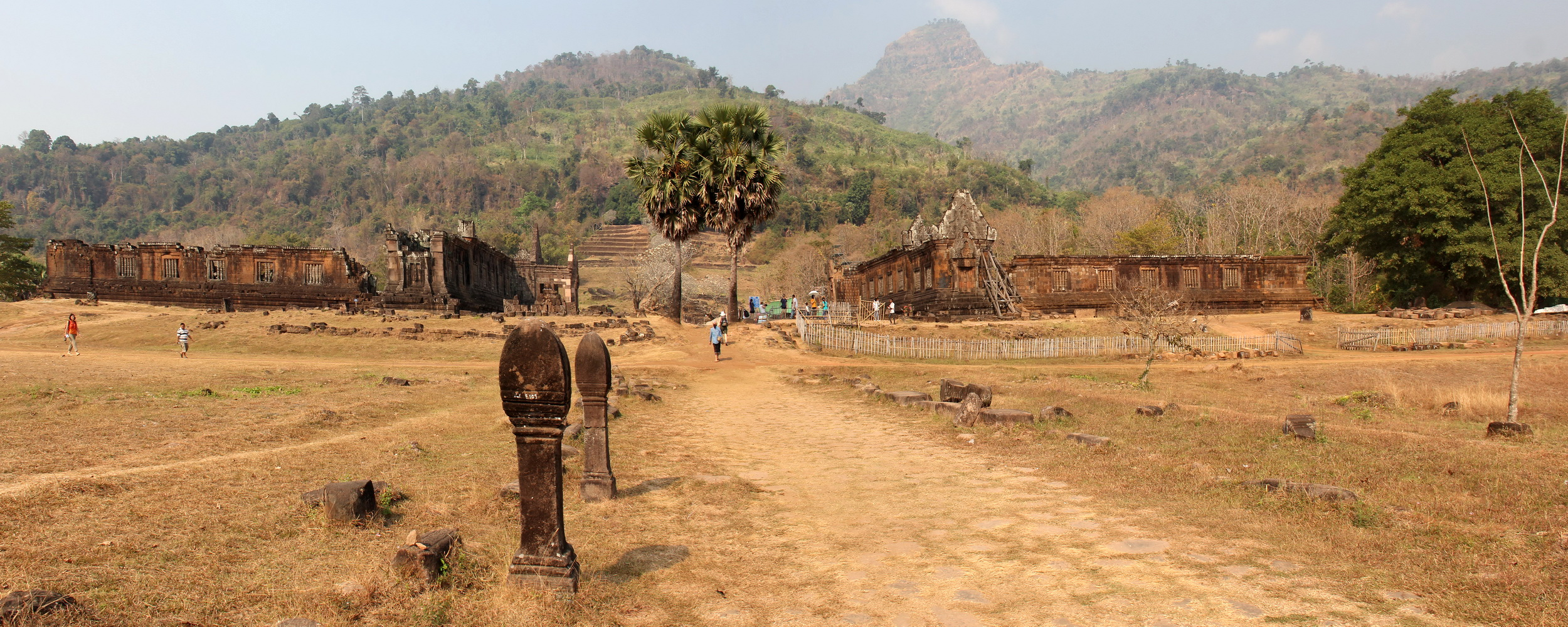
Överblick över tempelanläggningen Vat Phou.
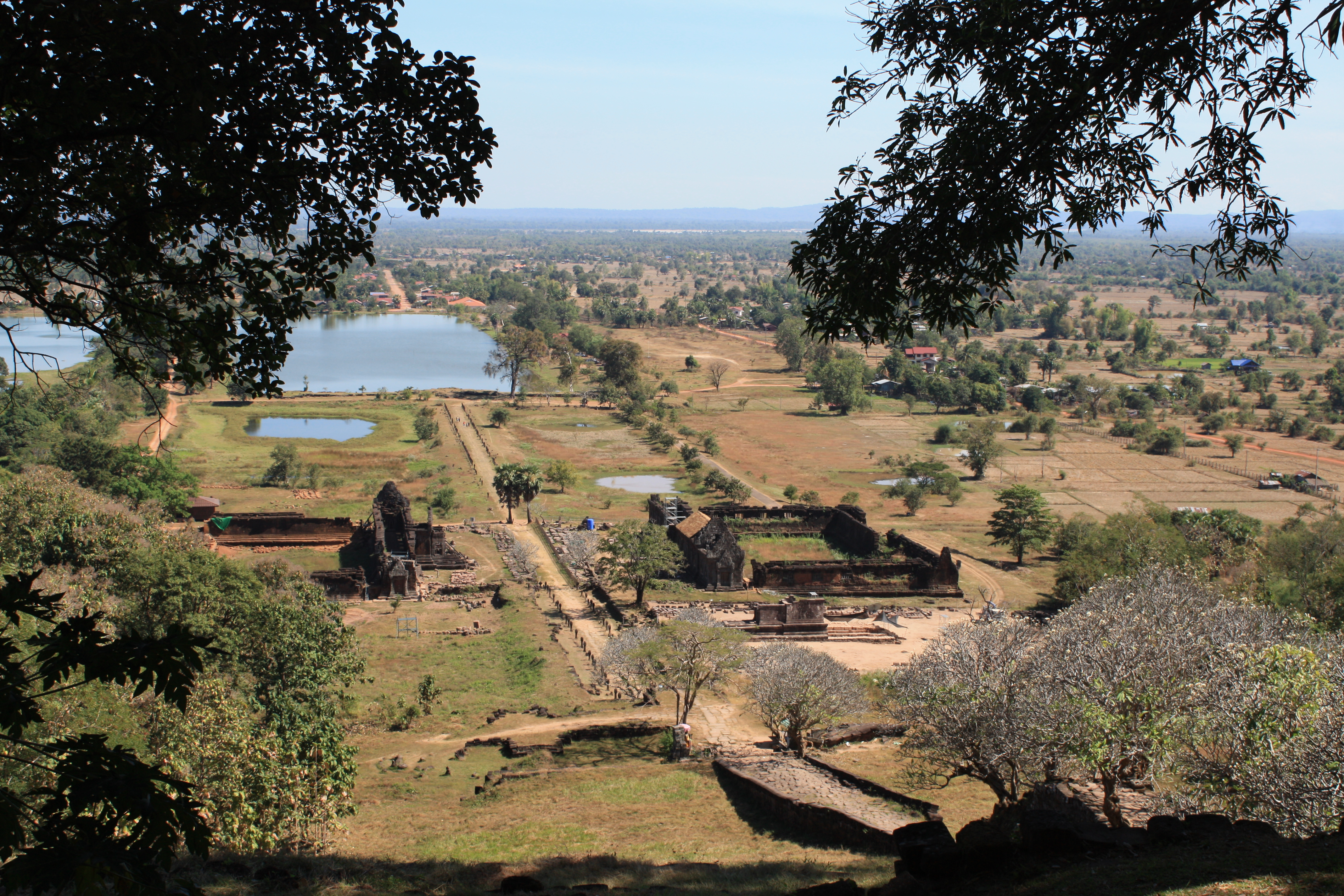
En del av Champassak sedd från toppen av Vat Phou.
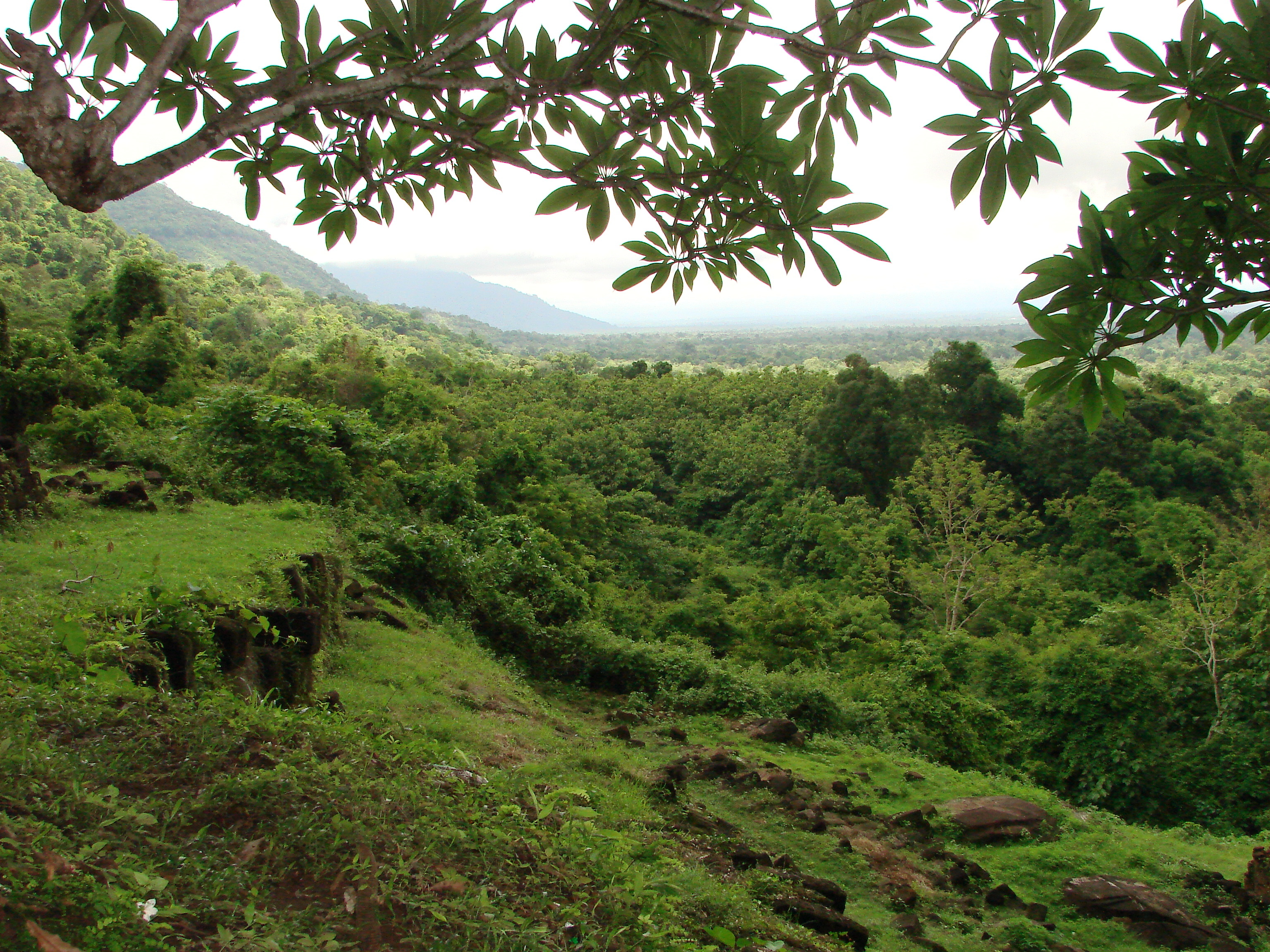
Champassak är en skogrik provins.
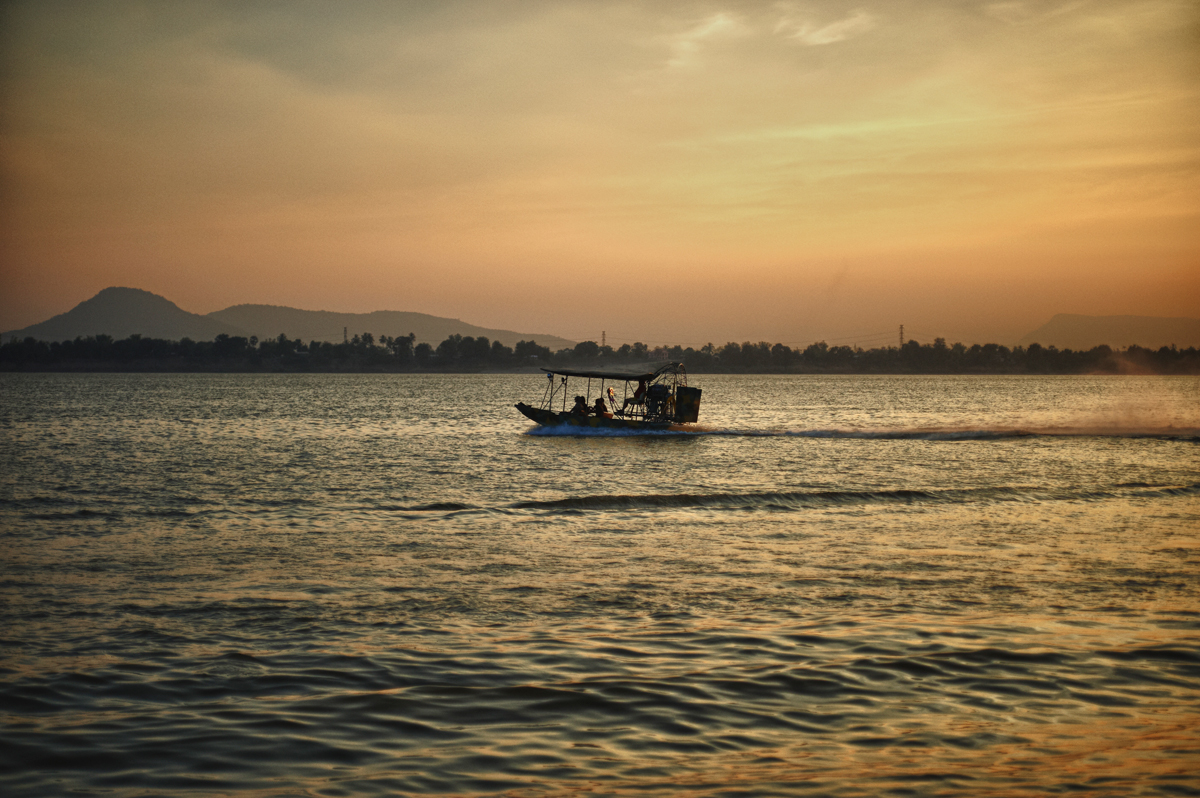
Mekong är bred, som här vid Pakxé.

## Administrativ indelning
Provinsen är indelad i följande distrikt:
- Muang Bachiangchaleunsook (16-03)
- Muang Champasak (16-07)
- Muang Không (16-10)
- Muang Mounlapamôk (16-09)
- Muang Pakxé (16-01)
- Muang Pakxong (16-04)
- Muang Pathoumphon (16-05)
- Muang Phônthong (16-06)
- Muang Soukhouma (16-08)
- Muang Xanasômboun (16-02)